# Cesare Badiali
Pour les articles homonymes, voir Badiali.
Cesare Badiali (né en 1810 à Bologne, mort le 17 novembre 1865 dans la même ville) est un baryton italien.

## Biographie
Durant son enfance, sa famille s'installe à Imola. Il commence ensuite à étudier la contrebasse et le luth, utilisant ses nouvelles compétences pour se produire dans les églises d'Imola et occasionnellement ailleurs en tant que chanteur amateur. Alors qu'il devient adulte, il abandonne la musique pour un emploi plus sûr de percepteur d'impôts, car il a l'intention de se marier et de fonder une famille. Cependant, en 1827, alors qu'il se trouve à Bologne pour le loisir, Giovanni Tadolini découvre ses talents et l'encourage à faire carrière dans le chant, tout comme son futur agent Bassi. Il reçoit une formation auprès d'Eliodoro Bianchi.
Dans un premier temps, Badiali rejette l'offre de Bassi et retourne à Imola. Bassi lui propose un nouveau contrat de mille cinq cents francs, ce qui suffit à le convaincre de partir travailler à Trieste. Il fait ses débuts au Teatro Comunale en incarnant le grand prêtre des Israélites dans Il voto di Jefte de Generali. La popularité de Badiali monte en flèche, il se retrouve bientôt parmi ses plus grands pairs contemporains. Il chante pour la première fois à La Scala de Milan en 1830 et recommence au cours de la saison 1831-1832, chantant dans Otto mesi in due ore de Gaetano Donizetti. Pendant cinq saisons, entre 1832 et 1838, il se produit en Espagne et au Portugal et est célébré lors de son premier engagement après son retour en Italie, dans Il pirata de Vincenzo Bellini à Bergame. Badialli passe la période de 1839 à 1842 à chanter à l'opéra de Vienne. Entre 1841 et 1848, il chante souvent à Rome avec beaucoup de succès. Dans le rôle-titre de Nabucco, il célèbre des triomphes qui ont été encore alimentés par les événements politiques du Risorgimento. La décennie suivante est consacrée aux voyages à travers le monde, de l'Amérique à l'Angleterre.
Il entretenait une amitié notable avec le compositeur Gioachino Rossini. Badiali chante dans la maison de Rossini à Bologne en 1830 tandis que Rossini l'accompagne au piano. Les deux se retrouvent à Paris en 1859 au Théâtre-Italien.